# Municipio de Dry Lake
El municipio de Dry Lake (en inglés: Dry Lake Township) es un municipio ubicado en el condado de Ramsey en el estado estadounidense de Dakota del Norte. En el año 2010 tenía una población de 44 habitantes y una densidad poblacional de 0,47 personas por km².

## Geografía
El municipio de Dry Lake se encuentra ubicado en las coordenadas 48°14′1″N 98°59′25″O / 48.23361, -98.99028. Según la Oficina del Censo de los Estados Unidos, el municipio tiene una superficie total de 93.35 km², de la cual 77,4 km² corresponden a tierra firme y (17,08 %) 15,95 km² es agua.

## Demografía
Según el censo de 2010, había 44 personas residiendo en el municipio de Dry Lake. La densidad de población era de 0,47 hab./km². De los 44 habitantes, el municipio de Dry Lake estaba compuesto por el 100 % blancos. Del total de la población el 0 % eran hispanos o latinos de cualquier raza.